# Axel Rietentiet
Axel Rietentiet (* 14. Juli 1969 in Rostock) ist ein ehemaliger deutscher Fußballspieler und jetziger Fußballtrainer. In der höchsten Spielklasse des DDR-Fußballs, der Oberliga, spielte er für den F.C. Hansa Rostock.

## Sportliche Laufbahn
Als 18-Jähriger schaffte Axel Rietentiet 1987 den Sprung von der Jugend in die gerade in die DDR-Liga Staffel A aufgestiegene 2. Herrenmannschaft des F.C. Hansa Rostock. Zwar konnte die Reserve die Klasse nicht halten und stieg am Ende der Saison wieder in die drittklassige Bezirksliga ab, dennoch konnte sich Rietentiet unter Trainer Bernd Ziemer für die von Werner Voigt trainierte Oberliga-Mannschaft der Rostocker empfehlen. So datiert sein Debüt für Rostocks 1. Herrenmannschaft auf den 2. April 1988. Rietentiet stand an jenem Tag beim Auswärtsspiel gegen Dynamo Dresden (0:2) in der Startelf und wurde in der 61. Spielminute für Axel Kruse ausgewechselt. Sechs Spieltage später erhielt er einen weiteren Kurzeinsatz beim Auswärtsspiel in Jena gegen den FC Carl Zeiss (1:0) und hatte somit Anteil am Klassenerhalt der Mecklenburger in der DDR-Fußball-Oberliga 1987/88. In der Folgesaison kam er bereits auf sechs und in der Saison 1989/90 auf 20 Einsätze und erreichte mit Hansa einmal den vierten und einmal den sechsten Tabellenplatz im Fußballoberhaus der DDR. In der Summe schließlich spielte Rietentiet zwischen 1987 und 1990 28 Mal für den F.C. Hansa Rostock in der DDR-Oberliga und brachte es zusätzlich auf vier Einsätze im FDGB-Pokal, unter anderem am 18. Mai 1988 im Halbfinale gegen den BFC Dynamo (0:4) ab der 68. Spielminute für Bernd Wunderlich und am 8. Oktober 1988 in der 2. Runde gegen die BSG Motor Schönebeck (0:1).
Durch den in Saison 1988/89 erreichten vierten Tabellenplatz in der Oberliga qualifizierte sich Rostock zur Teilnahme am zweithöchsten von der UEFA organisierten Pokalwettbewerb, dem UEFA-Pokal. Dadurch kam Rietentiet zu zwei internationalen Einsätzen. In der ersten Runde des UEFA-Pokals 1989/90 stand er im Hin- und Rückspiel gegen Baník Ostrava im Startaufgebot. Beim Hinspiel in Rostock spielte er über 90 Minuten, beim Rückspiel wurde er nach einer guten Stunde ausgewechselt. Hansa schied nach einer 2:3-Heim- und einer 0:4-Auswärtsniederlage aus dem Wettbewerb aus. Im Spätherbst 1989 war er aufgrund der in diesem Spieljahr möglichen Doppelspielgenehmigung für die höchste und zweithöchste Spielklasse des DDR-Fußballs auch in einer Partie in der zweitklassigen Liga für die BSG Schiffahrt/Hafen Rostock am Ball.
Ein Knöchelbruch, an dem Rietentiet über ein Jahr lang laborierte, verhinderte Einsätze in Saison 1990/91; ausgerechnet jener Saison also, in der Hansa Rostock den letzten DDR-Meistertitel gewinnen konnte. Diese Verletzung beendet faktisch seine aktive Laufbahn im Profifußball. Am 20. März 1993 lief er ein letztes Mal für den F.C. Hansa auf. Es war sein einziges Spiel in der 2. Bundesliga und sein insgesamt 35. Einsatz für die Mecklenburger. In jenem Auswärtsspiel gegen Hertha BSC stand er bis zur 74. Minute auf dem Platz.
Rietentiet heuerte 1994 beim in die Oberliga Nordost aufgestiegenen, und somit Viertligisten, PSV Rostock an. Nach nur sechs Einsätze im ersten Jahr, konnte er seine Bilanz beim PSV im zweiten Jahr auf 31 Einsätze steigern und erreichte mit den Rostockern jeweils Mittelfeldplatzierungen. Ligaintern vollzog der Abwehrmann 1996 für eine Spielzeit einen Wechsel zum Parchimer FC. Während sein Vorgängerverein den Gang in die Fußball-Verbandsliga Mecklenburg-Vorpommern antreten musste, hielt Rietentiet mit den Parchimern die Klasse und trug in 28 Partien dazu bei. Auch mit dem Viertligisten Greifswalder SC, für den der gebürtige Rostocker ab 1997 spielberechtigt war und es auf 27 Einsätze und ein Tor brachte, erreichte er einen ungefährdeten 3. Tabellenplatz. Zur Oberliga-Saison 1999/2000 wechselte er zum Aufsteiger SV Warnemünde und musste nach Abschluss der Spielzeit, in welche er 26 Spiele absolvierte und ein Tor erzielte, jedoch den sofortigen Abstieg in die Verbandsliga hinnehmen. Es folgte ein letzter ligainterner Wechsel als Spieler. Ab dem Sommer 2000 spielte er nun für den in die Oberliga aufgestiegenen FC Anker Wismar. Nach erreichtem 16. Tabellenplatz musste Rietentiet erneut ein Abstieg in die Verbandsliga verbuchen und übernahm nach jener Saison die Mannschaft als Trainer. In der dritten Spielzeiten in der Verbandsliga führte er den Verein 2004 zurück in die Oberliga und sicherte in der folgenden Saison 2004/05 den Klassenerhalt. Nach insgesamt fünf Jahren als Spieler und Trainer verließ er Wismar und kehrte zurück nach Rostock.

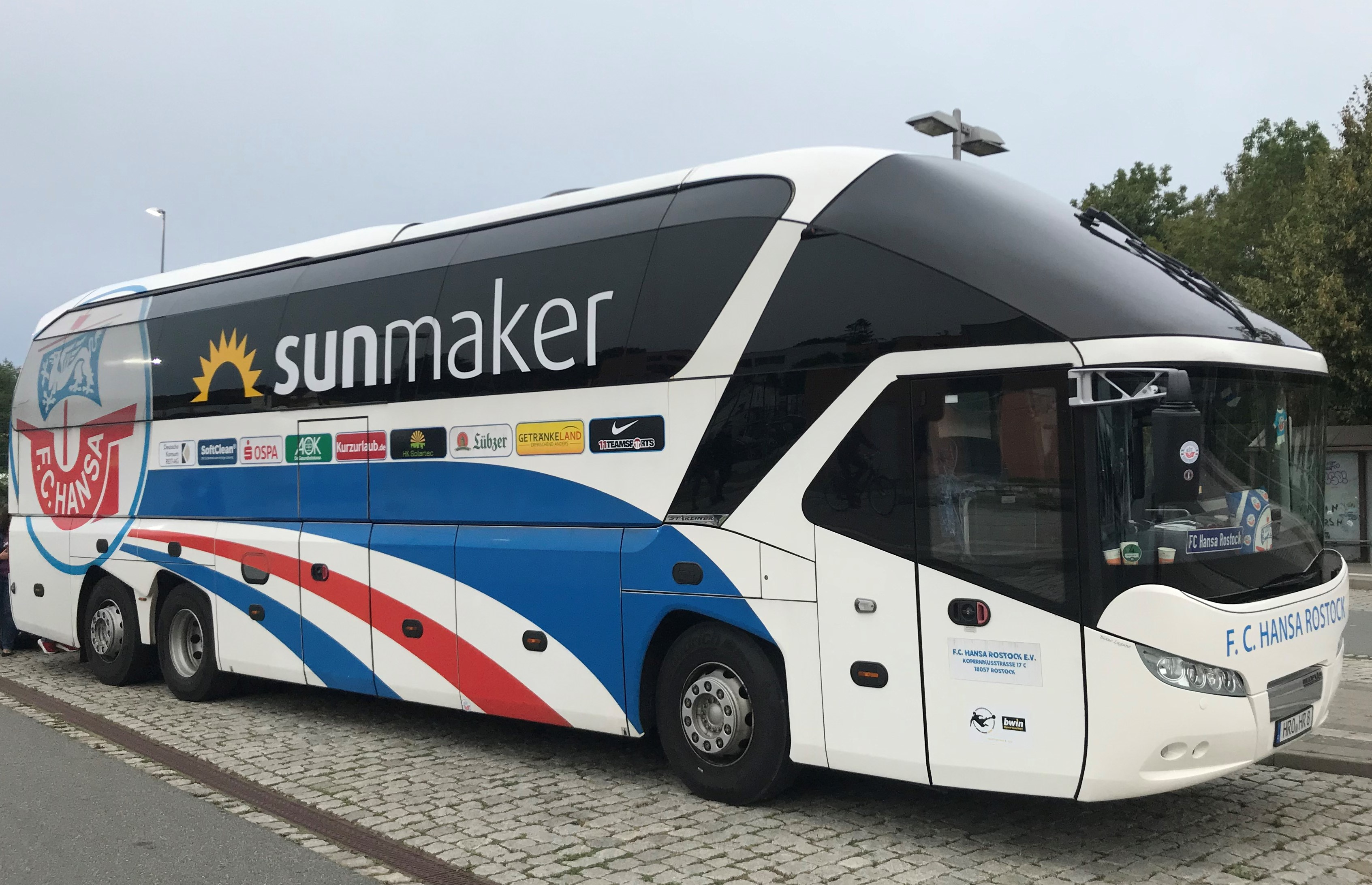
Axel Rietentiet wechselt ab Sommer 2021 ans Steuer des Mannschaftsbus des F.C. Hansa Rostock, ein Neoplan Starliner der 2. Generation. Er wurde im Oktober 2008 in Dienst gestellt.

Im Anschluss trainierte er ein Jahr den Verbandsligisten SG Warnow Papendorf. Ab Juli 2006 wurde Rietentiet zunächst Co-Trainer, im März 2009 als Nachfolger von Thomas Finck dann Cheftrainer der zweiten Mannschaft des F.C. Hansa Rostock. Er holte mit Hansas Reserve in Saison 2011/12 den Meistertitel der NOFV Oberliga, durfte jedoch aufgrund der Verbandsregeln nicht in die Regionalliga aufsteigen, da die Profimannschaft in die 3. Liga abgestiegen war. Rietentiet und Hansa einigten sich dennoch auf eine Vertragsverlängerung um zwei Jahre bis Ende Juni 2014. Im November 2013 verließ Rietentiet den F.C. Hansa Rostock und schloss sich dem Oberligisten FC Schönberg 95 an, bei dem er vier Jahre blieb. 2015 führte er den Verein zum erstmaligen Aufstieg in die Regionalliga. Zur Saison 2017/18 übernahm er das Traineramt beim Verbandsligisten Rostocker FC. Nach dieser Saison wechselte Rietentiet erneut zum F.C. Hansa Rostock und übernahm als Cheftrainer die zweite Mannschaft. Er führte die U-23 der Hanseaten jeweils zu einstelligen Tabellenplätzen in der Oberliga-Nordost und verließ dennoch im Sommer 2021 als 51-Jähriger den Posten des Chef-Trainers. Dem Verein blieb er aber weiterhin als Busfahrer erhalten. Den dazu notwendigen Busführerschein erwarb er bereits 2016.